# Дорімен Руа Дежарден
Марі-Клара Дорімен Руа Дежарден (17 вересня 1858 — 14 червня 1932) та її чоловік Альфонс Дежарден були співзасновниками Caisses populaires Desjardins (сьогодні Desjardins Group), попередника північноамериканських кредитних спілок. У 1923 році вона була призначена почесною членкинею Регіонального союзу народних кас Дежарден Квебеку.
У 2016 році Caisses Desjardins - це кооперативний ощадний банк, що налічує понад 7 мільйонів членів у 335 кредитних спілках, переважно у Квебеку та Онтаріо, з капіталом майже 250 мільярдів канадських доларів і прибутком після сплати податків майже 2 мільярди канадських доларів.